# Johan Laidoner
Johan Laidoner (Viiratsi, 12. veljače 1884. – Vladimir, 13. ožujka 1953.), estonski je general i državnik. Laidoner je bio vrhovni zapovjednik estonske vojske tijekom Estonskog rata za neovisnost, kasnije i jedna od najutjecajnijih ličnosti estonske politike u međuratnom razdoblju. 
Rođen je 1884. u mjestu Viiratsi, tadašnjoj Livonskoj guberniji Ruskog Carstva. Godine 1901. pridružio se Carskoj vojsci te je aktivno služio u Prvom svjetskom ratu. Nakon Oktobarske revolucije povjereno mu je zapovjedništvo nad estonskim jedinicama u sklopu ruske vojske. Godine 1918., Privremena vlada Estonije imenovala ga je vrhovnim zapovjednikom estonskih oružanih snaga u Estonskom ratu za neovisnost. 
Nakon rata i potvrde neovisnosti, Laidoner je služio kao predsjednik u Riigikoguu od 1920. do 1929. U tom je razdoblju izgradio vrlo blisko prijateljstvo s Konstantinom Pätsom. Tijekom neuspjelog komunističkog puča 1924. ponovo je imenovan vrhovnim zapovjednikom oružanih snaga, a dužnost je ponovo obavljao od 1934. do 1940., za trajanja tzv. "Doba šutnje", odnosno Pätsove autoritarne vladavine. Laidoner je u tom razdoblju bio Pätsov zamjenik i potencijalni nasljednik. 
Nakon sovjetske okupacije u lipnju 1940., Laidoner je smijenjen s dužnosti vrhovnog zapovjednika, a onda s obitelji deportiran u Rusiju. Nakon početka rata s Trećim Reichom, sovjetske su ga vlasti prvo stavile u kućni pritvor, a onda ga je NKVD i uhitio. U rujnu 1942. poslan je u zatvor u Moskvi, u kojem su tada bili Konstantin Päts i brojni drugi uhićeni protivnici sovjetske okupacije. Iz Moskve je premještan u druge zatvore, a 1952. osuđen je na 25 godina zatvora. Premješten je u Središnji zatvor u Vladimiru, gdje je i umro 13. ožujka 1953. Pokopan je na zatvorskom groblju, ali njegovi posmrtni ostaci nikada nisu pronađeni.
Njegova supruga, Maria Laidoner, puštena je iz zatvora 1954., te joj je dozvoljeno vratiti se u Estoniju. Preminula je 1978. u Jämejali.

## Vanjske poveznice
- General Johan Laidoner — Estonian War Museum, pristupljeno 24. travnja 2022.
- Johan Laidoneri Selts (estonski), pristupljeno 24. travnja 2022.
- Johan Laidoner na mrežnim stranicama Ministarstva vanjskih poslova Estonije (estonski), pristupljeno 24. travnja 2022.
- Johan Laidoner  Arhivirana inačica izvorne stranice od 25. ožujka 2022. (Wayback Machine) na Estonica, pristupljeno 24. travnja 2022.
- Johan Laidoner na International Encyclopedia of the First World War, pristupljeno 24. travnja 2022.